# Мили мой Мио
„Мили мой Мио“ (оригинално заглавие на шведски: Mio, min Mio) е роман от шведската писателка Астрид Линдгрен. Тя написва приказката „Той не спира ни денем, ни нощем“ (която по-късно става първа глава на „Мили мой Мио“), след като вижда самотно момче в Тегнерската градина, в Стокхолм. Астрид Линдгрен получава много писма от деца, които искат да знаят продължението на историята за Мио и впоследствие приказката прераства в книгата „Мили мой Мио“, написана през 1954 г. 

## Сюжет
Внимание:  Текстът по-долу разкрива сюжета на произведението (или части от него)!
Деветгодишният Бу Вилхелм Улсон (Босе) разказва своята история. Осиновен от леля Едла и чичо Сикстен, които „не обичат момчета“, той не е щастлив с тях; животът му като цяло е доста самотен. Една вечер неговата приятелка леля Лундин му дава ябълка и картичка, която да пусне в пощенската кутия. Босе забелязва, че изписаните редове искрят като огнени и ги прочита. Картичката е адресирана до краля на Земята накрай света и му съобщава, че онзи, когото чака, отдавна е на път и носи знак – златна ябълка. След като пуска картичката, Босе открива, че ябълката от леля Лундин е златна. Объркан, той не се прибира вкъщи, а отива в Тегнерската градина. Там намира бирена бутилка, в която има дух. Освободен от Босе, духът разпознава златната ябълка и отвежда момчето в Земята накрай света – приказен остров сред морето.
След пристигането си, Босе открива, че всъщност се казва Мио и е син на краля, който дълго го е търсил. Той получава много обич от своя баща, намира най-добър приятел, Юм-Юм (който прилича доста на единствения му приятел-връстник отпреди), има собствен кон – красивия бял Мирамис, който може да препуска и по въздуха. В Земята накрай света природата е прекрасна, хората са дружелюбни, има чудно вкусен „хляб за гладни гърла“ и „вода за жадни гърла“.
Скоро обаче, Мио разбира, че не всичко е идеално в приказната страна. Съществува Земята Отвъд, където живее жестокият рицар Като, който е отвлякъл не едно дете от острова и представлява постоянна заплаха за хората в Земята накрай света. Мио разбира, че той е предопределен да се изправи срещу рицаря Като. От много години всички (дори баща му, на когото му е особено тежко) знаят това и разчитат на него. Юм-Юм с радост се присъединява към Мио и също както в древното предсказание, една нощ кралският син потегля на бял кон със свита от един-единствен приятел.
Мио се сблъсква с много мъка и трудности в Земята Отвъд, но ги преодолява благодарение на приятелството и не малкото вълшебства, които му се случват. В един последен двубой, той побеждава рицаря Като. Потъналата в мрак, безплодна земя, опустошена от омразата на рицаря Като, бързо се съживява. Развалена е магията, превърнала отвлечените деца в жални черни птици. Завръщането в Земята накрай света е особено щастливо.
В края на книгата Мио обяснява, че вече от доста време живее в приказната страна и рядко се сеща за живота си преди. Той заявява, че леля Едла греши, ако си мисли, че Босе е още е там някъде, в Тегнерската градина, играе си сам и гледа осветените прозорци, зад които децата вечерят със своите родители. Малкият разказвач пламенно настоява, че „Бу Вилхелм Улсон е в Страната накрай света и му е хубаво, много хубаво при неговия баща, краля“.

## Адаптации
- През 1987 г. по книгата е направен едноименен филм.[2]